# 山田愛乃
山田 愛乃（やまだ あいの、2003年3月10日 - ）は、日本の新体操選手。2018年ブエノスアイレスユースオリンピック日本代表。

## 経歴

### ジュニア
2016年のアジア選手権で国際大会初出場を果たし、喜田純鈴、大岩千未来、小池夏鈴とともに団体戦で銅メダルを獲得。
2017年のアジア選手権に出場し、フープで3位。
2018年のアジア選手権では個人総合で2位となり、ブエノスアイレスユースオリンピックの出場権を獲得。10月に行われた大会では、予選を6位で通過し、決勝では8位になった
。

### シニア
2022年ワールドカップのソフィア大会で個人総合25位、フープ20位、ボール26位、クラブ24位、リボン31位
。バクー大会で個人総合32位、フープ36位、ボール29位、クラブ34位、リボン24位。グルジュナポカ大会では個人総合20位、フープ26位、ボール30位、クラブ12位、リボン14位。
9月には、世界選手権に初出場を果たし、個人総合33位、フープ31位、ボール38位、クラブ46位、リボン26位。